# Villa Óra
La villa Óra (en hongrois : Óra-villa) est un édifice situé dans le 12e arrondissement de Budapest.